# Oyré
Oyré é uma comuna francesa na região administrativa da Nova Aquitânia, no departamento de Vienne. Estende-se por uma área de 33,19 km², com ~920 habitantes, segundo os censos de 2006, com uma densidade de 26 hab/km².